# Louise của Pháp
Louise Marie của Pháp, OCD (15 tháng 7 năm 1737 – 23 tháng 12 năm 1787) là một Vương nữ Pháp và là một nữ tu dòng Cát Minh, là con út trong số mười người con của Louis XV của Pháp và Maria của Ba Lan. Bà vào tu viện Cát Minh ở Saint-Denis năm 1770 và lấy tên là Thérèse của Thánh Augustine. Louise giữ chức vụ mẫu trong các năm 1773-1779 và 1785-1787.
Việc phong thánh cho Louise được mở vào năm 1902 và Vương nữ được Đức Giáo hoàng Gioan Phaolô II phong là Đấng đáng kính vào năm 1997.